# Seyg-El
Seyg-El é um personagem fictício da DC Comics. Ele é o pai de Jor-El e, portanto, avô de Kal-El. O nome do personagem é uma alusão ao sobrenome do co-criador de Superman, Jerry Siegel. Ele foi criado por John Byrne e Mike Mignola e apareceu na minssérie O Mundo de Krypton, um prelúdio da minissérie O Homem de Aço que explora o passado de Krypton até o momento que é em que Jor envia Kal para a Terra.

## Biografia
Seyg-El foi um dos principais membros do Conselho de Ciência e era o pai de Jor-El, com quem possuía uma relação bastante conturbada por Jor ter um comportamento considerado rebelde já que não aceitava as regras e tradição de Krypton.
Seyg encontrou os heróis Jack Knight e Mikaal Tomas, os quais haviam acidentalmente vindo do futuro. Seu jovem filho de Jor os trouxe para casa onde Seyg os interroga, acreditando que eles são membros da organização Black Zero. Quando eles tentaram convencê-lo de que eles são de outro planeta ele não acredita neles e ordena que eles permaneçãm presos, mas com a ajuda de Jor eles são capazes de escapar dos guardas Seyg.
Poucos anos depois, o núcleo do planeta emite radiação kryptonita o que causa a morte de milhares de kryptonianos, entre eles um chamado Zon-Em. Zon havia sido designado para se casar Lara, mas por causa de sua morte ela é designada para ficar com Jor, e Seyg comunica a notícia para seu filho. Depois do casamento de Jor, o núcleo de Krypton se tornou mais instável e o envenenamento se tornou mais grave. Seyg é contatado por seu filho e ele informa a Jor que também foi infectado. Algumas horas depois, Seyg morre junto com todos os kryptonianos quando o planeta explode.

## Adaptações

### Séries de TV

#### Krypton
Seyg é faz sua estreia em uma adaptação na série Krypton (2018), com seu nome sendo mudado para Seg e sendo interpretado por Cameron Cuffe. Além do nome do personagem na série diferir de seu nome nos quadrinhos, a personalidade de Seg é igualmente diferente. Nos quadrinhos Seyg é um homem de meia idade frio e distante, enquanto que na série Krypton, Seg é um jovem rebelde de 23 anos que não concorda com o modo de viver da sociedade kryptoniana. Quando tinha nove anos de idade, Seg junto com seus pais, Ter-El e Charys-El, assistiu o seu avô Val-El ser sentenciado à morte por proclamar que havia vida inteligente fora de Krypton. Em decorrência, além de seu avô ser morto Seg e sua família tiveram seus privilégios retirados e forçados a viver com as famílias de classe baixa. Catorze anos depois, Seg é ganha dinheiro lutando em lutas ilegais como forma de obter sustento para sua família e tem um romance proibido com Lyta-Zod. Depois de impedir um atentado terrorista, Seg ganha a chance de recuperar a honra para a sua família sendo designado para se casar com Nyssa-Vex. Após descobrir que o seu avô construiu uma Fortaleza da Solidão, a qual ele usou para explorar o universo e também por meio dela que ele descobriu vida fora de Krypton, Seg trabalha com o terráqueo Adam Strange para impedir a vinda de Brainiac, que veio do futuro planejando destruir Krypton com o objetivo impedir a existência do neto de Seg, Kal-El.